# 雷蘇茲河
雷蘇茲河（法語：Reyssouze，法語發音：[ʁɛsuz]）是法國奥弗涅-罗讷-阿尔卑斯大区安省的河流，位於該國東部，是索恩河的左支流，河道全長75.1公里，流域面積495平方公里，發源自茹尔南，河口處在蓬德沃附近。

## 外部連結
- http://www.geoportail.fr （页面存档备份，存于）
- Sandre数据库中的雷蘇茲河